# 筑摩選書
筑摩選書（ちくませんしょ）は、株式会社筑摩書房が発行する選書レーベル。

## 概要
2010年10月15日、創業70周年を記念して創刊された。新書は軽量性や即効性が高いが、総合的で深い知性を読者に届けるには、ある程度の分量を持った選書という形態がふさわしい、という考えのもとにつくられた。40代から60代の男性を主に読者層として想定している。キャッチフレーズは「ゆっくり、かしこく」である。ちくまぶっくす、ちくまプリマーブックス、ちくま文庫、ちくま学芸文庫、ちくま新書など、社名を平仮名にしたレーベルを出してきたが、この選書のレーベル名は漢字の「筑摩」が用いられている。体裁は四六判のソフトカバー。装幀は神田昇和による。アイコン・デザインは川口澄子（水登舎）による。
毎月中旬に2点程度が刊行されている。
なお筑摩書房は1963年から1992年まで同一判型の「筑摩叢書」を刊行していたが、こちらは東西名著・古典の再刊・翻訳を中心とした叢書レーベル（その性格はちくま学芸文庫に継承されている）であり、書き下ろし・オリジナルを中心とする本選書とはコンセプトが大きく異なる。

## 創刊ラインアップ
1. 現代文学論争（小谷野敦）
2. 荘子と遊ぶ 禅的思考の源流へ（玄侑宗久）
3. 我的日本語 The World in Japanese（リービ英雄）
4. 江戸絵画の不都合な真実（狩野博幸）
5. 不均衡進化論（古澤滿）
6. 武道的思考（内田樹）